# 永庆乡 (南部县)
永庆乡，是中华人民共和国四川省南充市南部县曾经下辖的一个乡。2019年10月，撤销永庆乡，将其所属行政区域划归大河镇管辖。

## 行政区划
永庆乡撤销前下辖以下地区：
永清村、骑凤院村、观音桥村、小井垭村、长峰村、双龙嘴村、邓家河村、田家庵村、永久村、沿河村、长青村和水垭村。